# Héna
Le Héna est un lieu-dit de la section des Awirs dans la commune belge de Flémalle, commune située en province de Liège..

## Étymologie
Héna proviendrait du liégeois hèna, qui signifie soit « verre à boire » soit « grand liseron ».
Jean-Jacques Jespers a dû confondre hèna et hène, « morceau de bois fendu», pour donner la signification « bûche, bûcher » qu'il applique en d'autres localités de la région comme Héneumont à Chaudfontaine et Hennet à La Roche-en-Ardenne.

## Géographie
Le Héna se situe à l'extrême ouest de la commune. Warfusée et les Béguines se situent au nord, les Awirs à l'est, Aigremont au sud-est et la commune d'Engis au sud et à l'ouest. La superficie du lieu-dit est approximativement de 1,130 km2.

### Rues du Héna
Par ordre alphabétique avec description:
- Rue Héna: elle traverse le lieu-dit du sud-ouest au nord-est. Il y a sur son tracé une rue en cul-de-sac homonyme, une rue en sens unique formant une boucle homonyme, deux rues en culs-de-sac se rejoignant sur la même intersection, elles aussi homonymes. Elle porte le nom du lieu-dit.
- Rue Tewée: elle se trouve au sud du lieu-dit, débute aux Awirs et termine aux Fagnes, à Engis. C'est une rue très pentue et difficile d'accès sur sa quasi-totalité avec des parties presque non carrossables.
- Rue de la Reine: elle débute à une intersection avec la rue Héna, comme cette dernière, une boucle homonyme coupe la rue, une rue en cul-de-sac homonyme s'y trouve aussi. Au niveau des Fagnes, elle se coupe en deux embranchements homonymes.
- Rue des Béguines: elle débute à l'intersection de la rue Héna jusqu'à l'intersection avec la rue des Awirs aux Awirs. Comme la rue Héna et la rue de la Reine, plusieurs rues se rejoignant à la rue principale sont homonymes. Il y a ainsi une impasse homonyme menant à une salle du Royaume des Témoins de Jéhovah, un bout de rue en direction d'Engis dont le nom devient rue Fond Bougerie, au niveau de cette rue, un chemin homonyme menant à une ferme jusqu'à la rue Warfusée.
- Rue des Fagnes: elle débute à une intersection de la rue Héna et rejoint une rue homonyme qui appartient d'un côté à Flémalle et de l'autre à Engis.
- Rue du 15 août: elle débute à une intersection de la rue Héna et rejoint la cité des Fagnes. Elle fait référence à une fête.

### Terril
Un terril se situe au cœur du lieu-dit, connu sous le nom de Terril de la Héna. Ce terril à vu le jour sous l'exploitation d'une mine. Le terril de la Héna est constitué de cendres volantes et est particulièrement dangereux à cause de possibles glissements. Il est actuellement sous surveillance et a fait l'objet de mesures de sécurisation.

## Population
Le 1er janvier 2011, le Héna était peuplé de 521 habitants contre 535 le 1er janvier 2020.[réf. souhaitée]

## Ornithologie
Une station de baguage se situe sur le terril du Héna. Elle assure un suivi des oiseaux migrateurs diurnes et nocturnes. Des oiseaux rares sont fréquemment trouvés dans cette station.[réf. souhaitée]

### Oiseaux croisés au Héna
- Bruant auréole (Emberiza aureola), le 22 septembre 2003[4].
- Fauvette épervière (Sylvia nisoria), le 19 octobre 2006[5].
- Pouillot à grands sourcils (Phylloscopus inornatus), le 14 octobre 2007[6].
- Pipit de Godlewski (Anthus godlewskii), le 21 octobre 2007[7].
- Bruant lapon (Calcarius lapponicus), le 31 octobre 2012[8].

## Autres Héna
Héna est aussi le nom d'un lieu-dit de la section de Hermalle-sous-Huy dans la commune belge de Engis, et celui attribué au terril de la partie ouest de l'ancienne carrière de Flône dans la commune belge de Amay, communes également situées en province de Liège.